# عملية التأثير
في 3 أكتوبر 2014 أعلن رئيس وزراء كندا ستيفن هاربر أنه طرح اقتراح إرسال قوات كندية للمشاركة في الائتلاف للتدخل العسكري ضد داعش عن طريق نشر الطائرات المقاتلة. في 7 أكتوبر 2014 وافق البرلمان الكندي إرسال تسع طائرات كندية للانضمام إلى ضربات قوات التحالف الجوية ضد داعش في العراق جنبا إلى جنب مع 69 مستشار من القوات الخاصة لتدريب الجيش العراقي. سميت مساهمة القوات المسلحة الكندية في التحالف ضد تنظيم داعش فيما بعد باسم «عملية التأثير». في 30 مارس 2015 صوت مجلس العموم الكندي على تمديد المهمة إلى أهداف في سوريا. لم يتم الإعلان عن أي قوات إضافية.
في أواخر نوفمبر 2015 أعلن رئيس الوزراء الجديد جاستن ترودو انسحاب طائرات كندا المقاتلة من مكافحة داعش ولكن ستبقى طائرات الاستطلاع والنقل والتزود بالوقود في المنطقة. انتهت جميع الغارات الجوية التي شنتها الطائرات المقاتلة الكندية اعتبارا من 15 فبراير 2016. كجزء من إعادة التنظيم الكندي للعملية في فبراير 2016 تم الإعلان عن عدد من المدربين العسكريين سيكونون ثلاثة أضعاف إلى ما مجموعه 600 من أفراد الأرض. تم زيادة هذه القوة في وقت لاحق في منتصف مايو 2016 من قبل ثلاث طائرات هليكوبتر بيل اس اتش-146 غريفون.
في 20 يوليو أعلن وزير الدفاع هارجيت ساجان أن كندا ستنشأ مستشفى ميداني لدعم الولايات المتحدة والقوات الفرنسية في جهودها لاستعادة السيطرة على الموصل. يحتاج المستشفى إلى 60 فردا بيد أن الوزير قال أن عدد الملتزمين بالعملية الشاملة لن يرتفع. سيستمر المستشفى لمدة عام واحد.

## الغارات الجوية

### القرار
في 4 سبتمبر 2014 أعلنت الحكومة الكندية أنها ستنشر ما يصل إلى 100 من القوات الخاصة الكندية إلى العراق في دور استشاري غير قتالي للعملية العسكرية ضد تنظيم الدولة الإسلامية في العراق. في وقت لاحق تأكد أن 69 من القوات الكندية كانوا يعملون في العراق.
في 3 أكتوبر 2014 أعلن رئيس الوزراء الكندي ستيفن هاربر اقتراحا في مجلس العموم بأن كندا تعتزم إرسال ست طائرات مقاتلة من طراز سف-18 ودعم الطائرات لمدة تصل إلى ستة أشهر لمهاجمة تنظيم الدولة الإسلامية في العراق كجزء من التحالف إلى هزيمة داعش. قال هاربر: "في الإقليم الذي احتلته الدولة الإسلامية داعش شنت حملة من الفظائع التي لا توصف ضد الأبرياء من الناس" كما استهدف داعش كندا والكنديين على وجه التحديد".
ترك هاربر إمكانية المشاركة الكندية أيضا في التدخل الذي تقوده الولايات المتحدة في سوريا ضد تنظيم الدولة الإسلامية في العراق والشام ولكن بشرط أن توافق الحكومة السورية على ذلك.
في 7 أكتوبر صوت مجلس العموم الكندي لصالح إرسال ست طائرات مقاتلة كندية من طراز سف-18 وطائرة للتزود بالوقود جوا وجويتين للمراقبة للانضمام إلى غارات التحالف الجوية ضد تنظيم الدولة الإسلامية في العراق والشام والضربات الجوية المستهدفة من الحلفاء إلى قاعدة جوية في الكويت.

### في العراق
- 2014

وقعت أول غارة كندية ضد هدف الدولة الإسلامية في العراق في 2 نوفمبر 2014. أفيد أن سف-18s دمرت بنجاح الهندسة الثقيلة أو معدات البناء المستخدمة لتحويل نهر الفرات بالقرب من مدينة الفلوجة.
في 11 نوفمبر ألقت طائرات من طراز سف-18 قنابل موجهة بالليزر بالقرب من مدينة بيجي في شمال العراق. ذكرت وزارة الدفاع الوطني أن الإضراب يستهدف معدات كان يمكن استخدامها لمهاجمة أصول التحالف. في 17 نوفمبر أصيبت سفن 18 بمخزن يستخدمه تنظيم الدولة الإسلامية. كان يعتقد أنه موقع لبناء قنابل على جانب الطريق. في 19 نوفمبر 2014 هاجمت قوات من طراز سف-18 مواقع داعش في شمال غرب كركوك. في 27 نوفمبر 2014 تأكد أن الطائرات الكندية لم تقم بأي غارات جوية لعدة أيام ولكنها واصلت توفير مرافقة لرحلات شحن التحالف. في 28 نوفمبر دعمت قوات حفظ السلام الكندية 18 عملية لقوات الأمن العراقية حول هيت في محافظة الأنبار وقامت بضربات ضد مواقع تنظيم الدولة الإسلامية. في 30 نوفمبر قصفت المقاتلات الكندية قوات داعش جنوب شرق الموصل في منطقة تسيطر عليها الجماعة.
قصفت قوات داعش بالقرب من الموصل وقامت سف-18 من كندا بمهاجمة مواقع هاون وسيارة مصفحة. واصلت سفن 18 من كندا المشاركة في هجمات التحالف وضرب مواقع تنظيم الدولة الإسلامية في العراق والشام والتي تتألف من اثنين من المخابئ ومركبتين مدفعتين شمال شرق الموصل في 5 ديسمبر. ضربت طائرتان من طراز سف-18 مواقع التنظيم في شرق القائم مما أدى إلى تدمير مخبأ في 10 ديسمبر. تم دعمهم من قبل كب-140 أورورا لأداء الاستطلاع.
تكثفت الغارات الجوية في وقت لاحق في ديسمبر مع استهداف تنظيم الدولة الإسلامية بنجاح في 17 ديسمبر و19 ديسمبر و20 ديسمبر و31 ديسمبر و24 ديسمبر.
- 2015

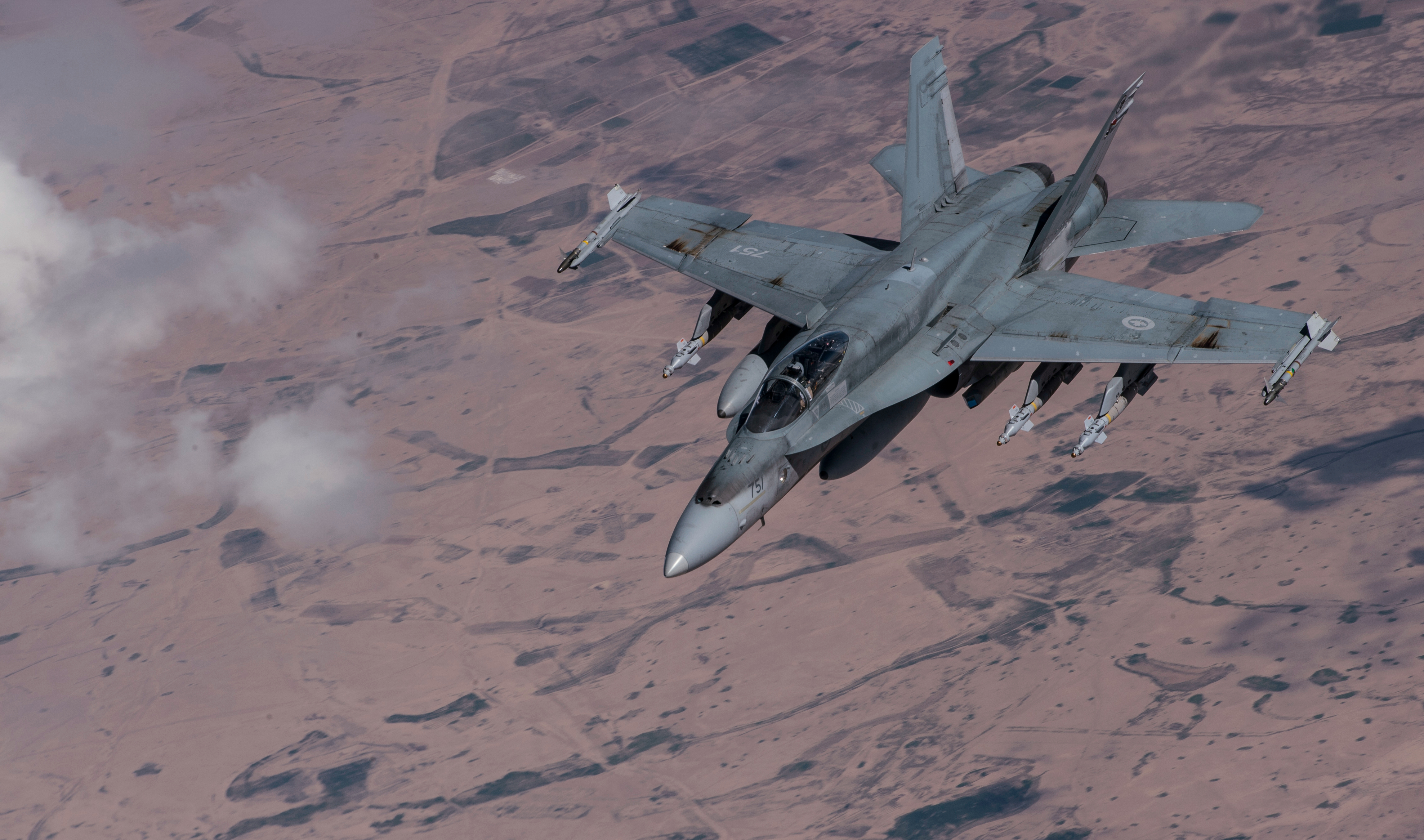
طائرة فوق العراق في مارس 2015.

هاجمت الطائرات الكندية أهداف داعش في منطقتين منفصلتين في 1 يناير 2015 شمال غرب بغداد وحول القائم. استمرت الغارات الجوية الكندية ودعمت العمليات البرية للتحالف حول حديثة في 8 يناير 2015 وبالقرب من الرمادي في 9 يناير. دعموا قوات التحالف مرة أخرى في 10 يناير بالقرب من حديثة وفي 11 و12 يناير جنوب بايجي.
جرت غارة جوية على موقع لتنظيم الدولة الإسلامية على طول الطريق السريع شمال غرب الموصل في 21 يناير دعما للجهود الرامية إلى استعادة الطريق. ادعي أن ما بين 6 و27 مدنيا قتلوا على السطح مما أدى إلى قيام الجيش الأمريكي بإجراء تحقيق. اعتبرت القوات المسلحة الكندية أن هذه الادعاءات غير مبررة ولم تحقق فيها تلك القوة. واصلت سف-18 مهاجمة مواقع تنظيم الدولة الإسلامية في 23 يناير بالضرب مع قوات التحالف البرية شمال شرق الموصل. في 24 يناير هاجموا قوات داعش جنوب شرق الموصل وفي 25 يناير دعموا العمليات البرية شمال شرق الموصل. في 29 يناير هاجمت القوات الكندية من طراز سف-18 موقعين تابعين لتنظيم داعش وسيارتين. بعد ذلك في 30 يناير قصفوا موقع تنظيم الدولة الإسلامية في شمال غرب بغداد.
في 3 فبراير قصفت سف-18 مصنع متفجرات لتنظيم داعش جنوب غرب الموصل وفي 5 فبراير قصفت الطائرات الكندية مجمع داعش شمال غرب بغداد. في 6 فبراير شنت هجمات على مواقع تنظيم الدولة الإسلامية في شمال غرب الموصل. تبع ذلك في 7 فبراير ببعثات تفجير على مواقع قتال تنظيم الدولة الإسلامية في شمال شرق الموصل وحول بيجي. في الفترة من 26 يناير إلى 12 فبراير نفذت القوات الجوية الملكية الكندية 14 غارة جوية إجمالا.
بعد استراحة استؤنفت الضربات الكندية في 24 فبراير ووصلت إلى ثلاثة أهداف شمال الموصل. في 7 مارس قصفت الطائرات الكندية مواقع تنظيم الدولة الإسلامية في جنوب العراق وفي 8 مارس أصابت مواقع جنوب شرق مدينة حديثة. في 9 مارس استمرت الغارات الجوية الكندية مهاجمة المواقع غرب كركوك. في 19 مارس أصابت سف-18 مصنعا لصنع قنابل لتنظيم داعش قرب كركوك وضربت مواقع تنظيم الدولة الإسلامية في شرق الموصل في 20 مارس.
في 4 أبريل 2015 اصطدمت سفن 18 من طراز كندي بمصنع عبوات ناسفة في غرب الموصل في حين دعمت عمليات التحالف. هاجمت قوات من طراز سف-18 مواقع داعش بالقرب من سنجار في 9 أبريل. في 25 أبريل قامت طائرتان من طراز سف-18 بضرب مناطق تنظيم داعش في خرباني وفي 26 أبريل أصابت مواقع القتال شرق وغرب الفلوجة. في 6 مايو شنت غارات جوية على مواقع تنظيم الدولة الإسلامية في شمال بيجي تلتها إضراب ضد قنبلة من تنظيم داعش في 8 مايو جنوب شرق مدينة حديثة. عادت طائرة من طراز سف-18 إلى بايجي في 9 مايو ووصلت إلى مواقع قتال داعش. في 27 مايو صدمت سف-18 موقعا قتاليا لتنظيم الدولة الإسلامية في جنوب الموصل. بعد يومين في 29 مايو هاجموا مواقع قتال داعش شمال غرب تلعفر وشمال غرب الموصل.
في 6 يونيو اصطدمت سف-18 بمواقع قتال داعش شمال بيجي. تم تنفيذ 20 ضربة جوية في يونيو 2015. في الأسابيع الأربعة التي سبقت 9 يوليو ضربت الطائرات الكندية 18 مرة وآخرها قادم في 5 يوليو عندما ضرب مركز قتال داعش جنوب شرق الفلوجة. تم تنفيذ 30 غارة جوية في يوليو. تم تنفيذ 12 غارة جوية في أغسطس. تم تنفيذ 10 غارات جوية في سبتمبر.
اعتبارا من أكتوبر 2015 كانت كندا قد شنت 172 ضربة جوية ضد أهداف داعش في سوريا والعراق وشكلت 2.3 في المائة من جميع هجمات الحلفاء منذ اندلاع الحرب. في الفترة ما بين 19 أكتوبر و12 نوفمبر 2015 نفذت القوات الكندية من طراز سف-18 11 غارة جوية. في 5 نوفمبر 2015 هاجمت الطائرات الكندية مواقع داعش حول سنجار دعما لهجوم عراقي لاستعادة المدينة فضلا عن موقع لتنظيم الدولة الإسلامية بالقرب من مدينة تلعفر. في 15 نوفمبر شنت الطائرات الكندية غارة جوية على مواقع تنظيم الدولة الإسلامية بالقرب من حديثة.
في أوائل ديسمبر دعمت الطائرات الكندية الجهود لاستعادة الرمادي من قوات داعش. في 17 ديسمبر شاركت طائرتان من طراز سف-18 في الدعم الجوي مقابل قوات مهاجمة تنظيم داعش خلال هجوم سهول نينوى. ظهرت تقارير إعلامية روسية وعراقية بعد أن زعمت أن الطائرات الكندية كانت قد شاركت في حادث إطلاق نار مع جندي عراقي قرب الفلوجة في 18 ديسمبر. نفى المسؤولون الكنديون هذه التقارير في وقت لاحق مشيرين إلى أن كندا لم ترسل طائراتها في محيط الفلوجة في ذلك التاريخ.
- 2016

في 1 يناير 2016 أصابت طائرتان من طراز سف-18 قوات داعش بالقرب من الرمادي بينما كانت تدعم الجهود البرية العراقية. في اليوم التالي هاجمت أربع طائرات من موقعين لداعش بالقرب من الموصل. في 3 يناير ارتكبت ضربات ضد مواقع تنظيم الدولة الإسلامية بالقرب من البغدادي. في 14 يناير هاجمت سف-18 موقع تنظيم الدولة الإسلامية بالقرب من تكريت. في 28 يناير نفذت غارات جوية ضد أهداف شمال غرب الفلوجة. بعد ذلك بيومين تعرض مركز القتال شمال شرق الرمادي لضرب 18 طائرة.
في 10 فبراير وقعت غارات جوية ضد أهداف تنظيم الدولة الإسلامية بالقرب من الحبانية وشمال الرمادي. في 14 فبراير هاجم مركز قتال داعش بالقرب من الفلوجة. تم سحب سف-18 من المسرح في 15 فبراير 2016. في المجموع نفذت الطائرة 1378 طلعة جوية وأجرت 251 غارة جوية.

### في سوريا
في 30 مارس 2015 صوت البرلمان الكندي لتمديد المهمة إلى أهداف في سوريا. لم يتم الإعلان عن قوات إضافية. اقترح أن تبدأ الغارات الجوية على سوريا في غضون يومين من التصويت. بدأت الغارات الجوية الكندية في 8 أبريل 2015. هاجمت طائرتان من طراز سف-18 حامية تابعة لتنظيم الدولة الإسلامية بالقرب من الرقة. انضمت الطائرات الكندية إلى ست طائرات أمريكية في الهجوم. قبل الهجوم قامت الطائرات الكندية بثلاث طلعات جوية في المجال الجوي السوري. في 20 مايو 2015 قصفت طائرتان كنديتان منطقة تنظيم داعش شمال الرقة. في يونيو 2015 هاجمت سف-18 بالقرب من الحسكة في شرق سوريا. في المجموع نفذت الطائرات الكندية خمس غارات جوية في سوريا.

### الانسحاب من الضربات الجوية
في 20 أكتوبر 2015 أعلن رئيس الوزراء المكلف آنذاك جوستين ترودو عن انسحاب وشيك للقوات الجوية الكندية من البعثة المناهضة لتنظيم الدولة الإسلامية في العراق وسوريا مع إبقاء قواتها البرية في العراق وسوريا وأخبر الرئيس الأمريكي باراك أوباما بذلك. في أواخر نوفمبر 2015 أعلن رئيس الوزراء الجديد جوستين ترودو انسحاب الطائرات المقاتلة الكندية من القتال ضد تنظيم الدولة الإسلامية في العراق والشام لكن طائرات المراقبة والنقل والتزود بالوقود ستبقى في المنطقة. انتهت جميع الغارات الجوية التي شنتها الطائرات المقاتلة الكندية اعتبارا من 15 فبراير 2016.

## عمليات الدعم الجوي
اعتبارا من 12 مارس 2016 قامت طائرات سيسي - 150 بولاريس بأداء 399 طلعة جوية. في المجموع سلموا ما يقرب من 23,500,000 رطل (10,700,000 كجم) من الوقود للحلفاء. قامت طائرات أورورا كب-140 ب 428 مهمة استطلاع.

## العمليات الأرضية
بالإضافة إلى الطائرة تم نشر 69 مستشارا من القوات الخاصة كمستشارين للتدريب للجيش العراقي. كانت مهمتهم هي المساعدة في «تخطيط العمليات وتدريب القوات وتمكين الغارات الجوية سواء في الدفاع أو على الهجوم». لكن في الاقتراح الأولي الذي وافق عليه مجلس العموم ذكر أن كندا لن تنشر قوات برية في العمليات القتالية.
في 16-17 ديسمبر تعرضت القوات البرية الكندية لهجوم من الوحدات البرية التابعة لتنظيم داعش أثناء تدريب مقاتلي البشمركة شمال أربيل. في 17 ديسمبر دعمت القوات الكندية البيشمركة في هجومها المضاد ضد تنظيم الدولة الإسلامية.
في حين تمكن الضربات الجوية لدعم القوات المسلحة العراقية وقد تبادل الجنود اطلاق النار مع وحدات داعش الأرضية. على الرغم من أن دور كندا هو في المقام الأول استشاري فقد أرسلت القوات الخاصة الكندية لمراقبة تقدم القوات العراقية. استجابوا للدفاع بنيران القناصة ضد هاون ومدفع رشاش. شاركت القوات الخاصة التي قدمتها كندا في عمليتي إطلاق نار أكثر بين 20 يناير و26 يناير. تعرضت القوات للهجوم وأعادت النار وانتهت الهجمات على مواقعها. في الفترة بين 26 يناير و12 فبراير تعرضت القوات البرية الكندية لإطلاق النار مرة أخرى في ظروف مماثلة للحوادث السابقة. في 6 مارس قتل جندي كندي في حادث نيران صديقة قامت به القوات الكردية أثناء عودته إلى مركز مراقبة. ذكرت القوات المسلحة الكندية أن ما يقرب من 20٪ من بعثاتها التدريبية مع الأكراد تتم في أو بالقرب من الخطوط الأمامية في الصراع مع 80٪ أخرى تحدث بشكل جيد.
كجزء من عملية إعادة التنظيم الكندية للعملية أعلن في فبراير 2016 أن الطائرات المقاتلة ستنسحب بينما تزيد ثلاثة أضعاف عدد المدربين العسكريين الذين تقدمهم كندا لما مجموعه 600 فرد أرضي.
في منتصف شهر مايو عام 2016 تم نشر ثلاث مروحيات بيل اس اتش-146 غريفون من السرب 427 من العمليات الخاصة للطيران لدعم القوات البرية الكندية في العراق. في 29 مايو 2016 تعرضت القوات الخاصة الكندية لقصف مدفعي من تنظيم الدولة الإسلامية في العراق خلال معركة قرى على بعد 20 كيلومترا شرق الموصل. وجهت قذائف الهاون من قبل تنظيم الدولة الإسلامية إلى أهداف كردية حول القاعدة الكندية في حسن الشامي. أعفي السرب 427 من العمليات الخاصة من قبل عناصر من سرب طائرات الهليكوبتر التكتيكية 430 في أكتوبر 2016 ونشرت مروحيات بيل اس اتش-146 غريفون إضافية في المنطقة.
في 20 يوليو أعلن وزير الدفاع هارجيت ساجان أن كندا ستنشر مستشفى ميداني لدعم الولايات المتحدة والقوات الفرنسية في جهودها لاستعادة السيطرة على الموصل. يحتاج المستشفى إلى 60 فردا بيد أن الوزير قال أن عدد الملتزمين بالعملية الشاملة لن يرتفع. سوف يكون نشر المستشفى لمدة عام واحد. افتتح المستشفى المكون من أربعة أسرة في نوفمبر 2016 بعد تأخر الحكومة العراقية.
اعتبارا من 8 سبتمبر 2016 كان هناك 596 فرد كندي منتشر في البعثة التي تعمل في أربع دول منها ما يزيد قليلا على الربع يشاركون في عمليات القوات الخاصة. انتشرت القوات الكندية إلى خط النار في معركة في كثير من الأحيان وتبادلوا اطلاق النار مع داعش في مناسبات متعددة. فتح الجنود الكنديون النار دون سابق إنذار على أهداف داعش «عندما لا تستطيع البشمركة الرد».
حتى 15 نوفمبر 2016 أنفقت الحكومة الكندية 3.5 مليون دولار كندي على إنشاء معسكر عسكري شبه دائم في أربيل. يضم المخيم عدة وحدات من العملية البرية الكندية. بدأ البناء في يونيو 2016.

## السياسة
صوت البرلمان الكندي في 7 أكتوبر 2014 بأغلبية 157 صوتا للموافقة على الضربات الجوية الكندية ضد تنظيم الدولة الإسلامية ب 134 صوتا ضده. بعد التصويت قال زعيم المعارضة توم مولكير من الحزب الديمقراطي الجديد أن الحكومة تغرق كندا في حرب طويلة دون خطة موثوقة لمساعدة ضحايا الإرهاب من داعش وفتح الباب لمشاركة كندا في الحرب الأهلية السورية الدموية.
في الإعلان المبدئي عن القرار لم تستخدم قوات القوات الخاصة في العمليات القتالية بل تم نشرها في بعثة تدريبية في المقام الأول. بيد أنه بعد الإعلان عن أن القوات قد شهدت قتالا فقد ذكر جاك هاريس المعارض لوسائل الإعلام أنه «إذا شاركنا في المعارك لأننا نخضع لإطلاق نيران الأسلحة الرشاشة فإن هذا ليس ما قاله الكنديون». قال مكتب رئيس الوزراء أن تسليط الضوء على أهداف الضربات الجوية لا يساوي العمليات القتالية.
أعلن وزير الدفاع الجديد جيسون كيني تكلفة العملية في الأشهر الستة الأولى قائلا أنها تبلغ حوالي 122 مليون دولار. طعن في هذا الإدعاء موظف الميزانية البرلماني جان دينيس فريشيت الذي قال أن التكلفة تتراوح بين 128.8 و166 مليون دولار. إلا أن هذا التحليل تأثر من قبل وزارة الدفاع الوطني التي رفضت جميع طلبات موظف الميزانية البرلماني للحصول على المعلومات واستندت إلى القياس وعوامل التكلفة المعروفة واستقراء من البعثات السابقة والعمليات.
طرحت إمكانية تمديد البعثة في مجلس العموم الكندي في 12 مارس 2015 بيد أن الحكومة زعمت أنه لن تكون هناك زيادة في نشر القوات البرية. في 30 مارس صوت مجلس العموم على تمديد البعثة إلى سوريا لمهاجمة أهداف داعش التي تعمل من وإلى ذلك البلد. حاول الحزب الديمقراطي الجديد تعديل التصويت قائلا أن التدخل في سوريا غير قانوني بموجب القانون الدولي ولكن هذه التعديلات فشلت وأصوت التصويت الرئيسي 142-129. في 1 أبريل أعلن الوزير كيني تكلفة البعثة الموسعة مدعيا بذلك مبلغا إضافيا قدره 406 ملايين دولار للسنة الإضافية وتوسيع منطقة العمليات.
بعد انتخابه في 19 أكتوبر 2015 هاتف رئيس الوزراء المنتخب جوستين ترودو رئيس الولايات المتحدة باراك أوباما لإبلاغه بأن كندا ستلغي دورها القتالي الجوي في العراق وسوريا مع الحفاظ على وجود القوات البرية. تم تعديل ذلك لاحقا مع سحب العنصر المقاتل فقط. ستبقى طائرات بولاريس وأوروراس وطائرات النقل في دعم الحلفاء. انتقدت المعارضة الرسمية الجديدة حزب المحافظين الكندي هذه الخطوة حيث ادعى أحد أعضائها أنها «استجابة ضعيفة» لتنظيم داعش.
قدرت القوات المسلحة الكندية مبلغا قدره 305.8 ملايين دولار من تكاليف العملية في عام 2016 وخصصت لها ميزانية قدرها 41.9 مليون دولار للفترة 2017-18.

### المعارضة السياسية الأخرى للتدخل

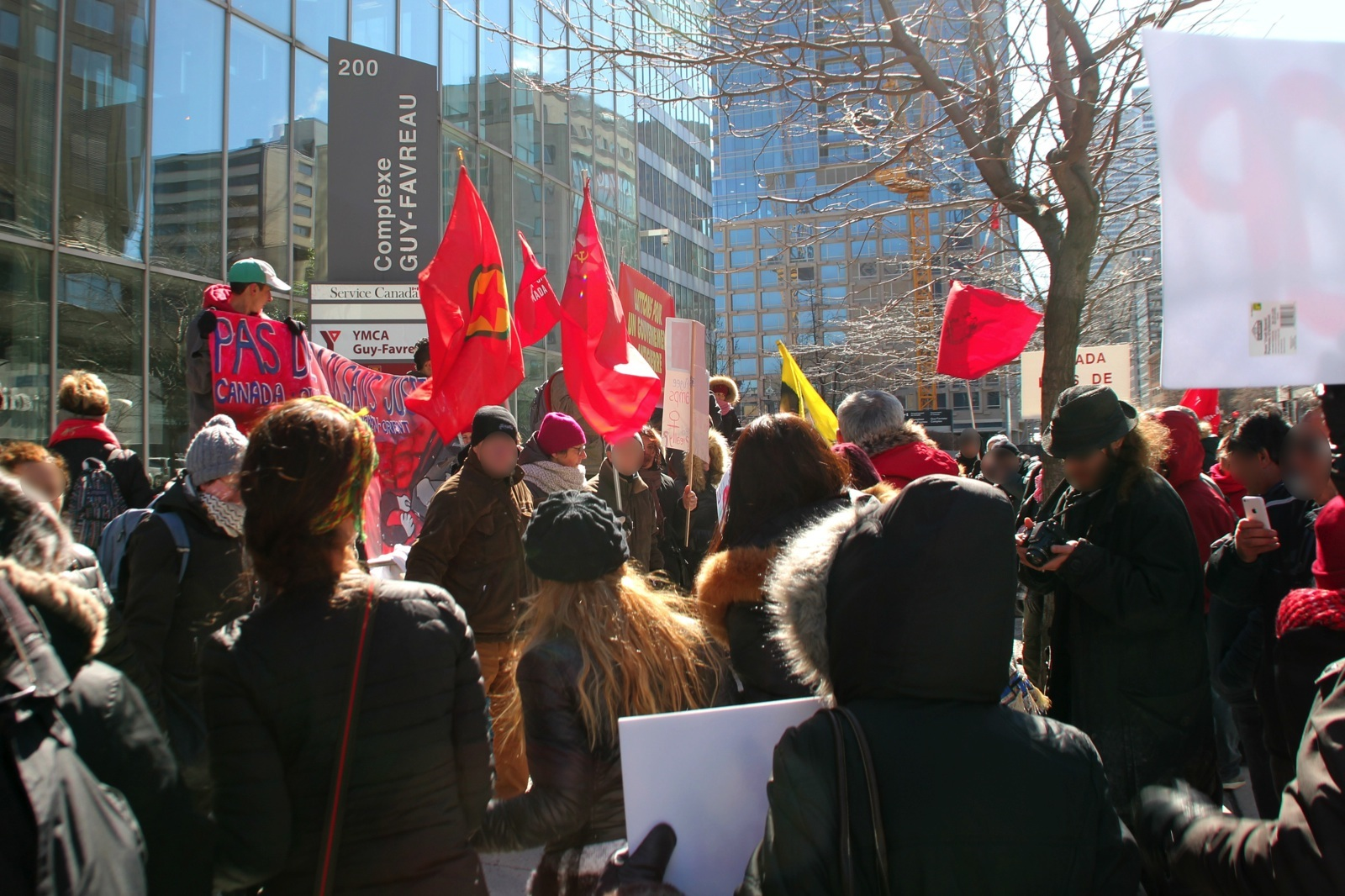
مظاهرة مونتريال من أجل السلام ضد التدخل الكندي في سوريا والعراق في مارس 2016.

الحزب الشيوعي الكندي والحزب الماركسي-اللينيني في كندا والحزب الشيوعي الثوري الكندي قد وضعوا أنفسهم ضد التدخل الكندي في العراق وسوريا.

## رد داعش في كندا
حرض الناطق باسم تنظيم الدولة الإسلامية في العراق والشام أبو محمد العدناني ودعا إلى شن حملة إرهابية ضد المدنيين والعسكريين الكنديين. أجرى خطابا لمدة 42 دقيقة في سبتمبر 2014 دعا فيه المسلمين إلى مهاجمة أعضاء التحالف ضد تنظيم الدولة الإسلامية في العراق والشام بما في ذلك كندا.
في 20 أكتوبر 2014 قام مارتن كوتور-روليو الذي أشار إلى نفسه باسم «أحمد كونكونفرتي» بإصابة جنديين كنديين بسيارته في سانت جان سور ريتشيليو في كيبيك. الضابط باتريس فنسنت توفي لاحقا في المستشفى. كان رولياو قد تحول إلى الإسلام في عام 2013 وكما تعلم من خلال التعليقات المنشورة في حساباته على مواقع التواصل الاجتماعي عبر الإنترنت وعبر التفاعلات مع الأهل والأصدقاء أصبح روليو تدريجيا متطرفا في آرائه.
لما كان روليو يعتزم العمل على رعاياه المتطرفين أمر التاج بجواز سفر روليو الذي تم الاستيلاء عليه في وقت سابق من يوليو 2014 بشأن إكمال قانون تعزيز حيث تم اعتراض رولياو في محاولة للسفر إلى تركيا باستخدام نقطة دخول مشتركة لنشطاء تنظيم داعش. بيد أن شرطة الخيالة الكندية الملكية لم تكن لديها أدلة إضافية كافية تبرر دستوريا احتجاز رولاو.
أصيب روليو بجراح قاتلة من قبل رجال الشرطة في سوريتي كيبيك بعد مطاردة سيارة. يبدو أن روليو قد تصرف من تلقاء نفسه على أنه «جرذ وحيد» (أي يتفق مع الآراء السياسية المعروفة لتنظيم الدولة الإسلامية في العراق والشام وتعزيزها ولكن بدون مؤامرة مباشرة ومسبقة مع تنظيم داعش).
في 22 أكتوبر 2014 أطلق مايكل زيهاف-بيبيو النار على العريف الاحتياطي الكندي في سوترلاند هايلاندرز ناثان سيريلو الذي كان من حرس الشرف في النصب التذكاري للحرب الوطنية. بعد إطلاق النار على سيريلو تقدمت بيبيو نحو مباني البرلمان حيث تجري اجتماعات الأحزاب السياسية الرئيسية. أطلق النار على ساق حارس وتوجه نحو أعضاء البرلمان الذين كانوا مجتمعين. أغلق النواب الأبواب كما اندلعت معركة عنيفة. قتل بيبيو بالرصاص من قبل الرقيب في مجلس العموم الكندي كيفن فيكرز في قاعة الشرف لمركز بلوك.
كان لدى زهاف-بيبيو سجلا جنائيا مطولا للنشاط الإجرامي في مقاطعات وأقاليم كندا في كولومبيا البريطانية وأونتاريو وكويبك. على الرغم من أن الشرطة لم تكتشف أي مؤامرة يمكن إثباتها بين زهاوف-بيبيو وداعش (وبالتالي في هذا المعنى القانوني الضيق زهوف-بيبيو يمكن أن يعتبر فقط تصرف وحده) فقد أوضح رئيس الوزراء الكندي ستيفن هاربر في خطاب متلفز إلى الشعب الكندي بعد موقف نائب الملكة هو أن الهجمات كانت بدافع مساعدة تنظيم الدولة الإسلامية في العراق والشام ردا على عملية التأثير التي شاركت بها كندا في التدخل العسكري ضد داعش.
في 3 فبراير 2015 اعتقلت شرطة الخيالة الكندية الملكية عضوا في خلية تجنيد تابعة لتنظيم الدولة الإسلامية. ألقي القبض على أوسو بيشداري للقيام بعمليات الخلية. تغيب زميليه في الخلية جون ماغوير وخدار خليب بسبب انضمامهما للقتال مع داعش في الخارج. أصدر داعش شريط فيديو لماكجوير يحث المؤيدين في كندا على ارتكاب أعمال إرهابية.

## الروابط الخارجية
- عملية التأثير - الدفاع الوطني والقوات المسلحة الكندية
- عملية التأثير - وزارة الخارجية والتجارة والتنمية الكندية
- علامة عملية التأثير - ناشيونال بوست